# Найшуллер, Илья Викторович
Илья́ Ви́кторович Найшу́ллер (род. 19 ноября 1983, Москва) — российский кинорежиссёр, певец, продюсер, сценарист, киноактёр, стример, а также фронтмен инди-рок-группы Biting Elbows.

## Биография
Родился в русско-еврейской семье. Отец Виктор Найшуллер — предприниматель, в начале 90-х годов входил в число самых богатых людей России. В 2000 году предпринимателя арестовали, а в следующем году освободили под подписку о невыезде. Позже дело закрыли ввиду недоказанности вины. Мать — Татьяна Русакова, работала хирургом в Москве.
Илья с 8 до 14 лет учился в Лондоне. После возвращения в Россию окончил Британскую международную школу в Ясенево. Высшего образования не имеет. Найшуллер бросил Институт телевидения и радиовещания, потом поступил в университет в штате Нью-Йорк, но его тоже не окончил. В 2008 году основал российскую инди-рок-группу Biting Elbows, в составе которой выпустил два студийных альбома.
В марте 2013 года срежиссировал видеоклип Biting Elbows «Bad Motherfucker» на YouTube, суммарное количество просмотров которого превысило 91 миллионов.
В 2015 году снял по собственному сценарию боевик «Хардкор» с Шарлто Копли, Хейли Беннетт, Данилой Козловским, Дарьей Чарушей и Светланой Устиновой, который также сам и спродюсировал, а также выступил как один из режиссёров телесериала «Барвиха».
В 2016 году снял клип на песню The Weeknd «False Alarm», а в 2017 году — на песню группы «Ленинград» «Кольщик».
По итогам выходных 26—28 марта 2021 года боевик «Никто» (Nobody) режиссёра занял первое место по сборам в прокате в США. Фильм заработал $56,7 млн при показе в 2460 американских кинотеатрах. «Никто» стал первым фильмом российского режиссёра, возглавившим американский прокат.
Осенью 2022 года приступил к работе над боевиком «Главы государств» (Heads of State) для Amazon Studios с Джоном Синой и Идрисом Эльбой в главных ролях. В апреле 2023 года стало известно, что к актёрскому составу картины присоединилась Приянка Чопра Джонас.

## Личная жизнь
С лета 2010 года женат на актрисе Дарье Чаруше, с которой Найшуллер познакомился во время съёмок фильма «Ты и я».

## Фильмография

### Кино
| Год  | Название         | Режиссёр | Продюсер | Актёр | Роль                                 |
| ---- | ---------------- | -------- | -------- | ----- | ------------------------------------ |
| 2014 | Всё и сразу      | Нет      | Нет      | Да    | оружейник                            |
| 2015 | Хардкор          | Да       | Да       | Да    | Тимофей / лицо Генри в отражении     |
| 2018 | Я худею          | Нет      | Да       | Нет   | н/д                                  |
| 2019 | Марафон желаний  | Нет      | Да       | Нет   | н/д                                  |
| 2021 | Никто            | Да       | Нет      | Да    | Анатолий, киллер, убитый отцом Хатча |
| 2021 | Казнь            | Нет      | Нет      | Да    | подозреваемый                        |
| 2022 | Молодой человек  | Нет      | Да       | Да    | начальник банка                      |
| 2023 | Кентавр          | Нет      | Да       | Нет   | н/д                                  |
| 2025 | Главы государств | Да       | Нет      | Да    | польский полицейский                 |

#### Телевидение
- 2009 — Барвиха
- 2018 — Карамора (пилотная серия)

#### Клипы
- 2010 — Biting Elbows — Dope Fiend Massacre[14]
- 2011 — Biting Elbows — The Stampede[15]
- 2012 — Biting Elbows — Toothpick[16]
- 2013 — Biting Elbows — Bad Motherfucker[17]
- 2016 — The Weeknd — False Alarm[18]
- 2017 — Ленинград — Кольщик[19]
- 2017 — Ленинград — Вояж[20]
- 2018 — Ленинград — Жу-жу (при участии Глюк’oZa и ST)
- 2018 — Ленинград — Цой
- 2018 — PHARAOH — Не по пути[21]
- 2019 — Biting Elbows — Heartache
- 2019 — Biting Elbows — Control
- 2021 — Biting Elbows — Boy is dead
- 2021 — Серж Танкян — Elasticity (только продюсер)

#### Трейлеры
- 2016 — Payday 2 — Hardcore Henry Packs[22]

#### Режиссер кат-сцен
- 2024 — S.T.A.L.K.E.R. 2: Heart of Chornobyl